# 2022—2024年英國全國鐵路罷工
2022—2024年英國全國鐵路罷工是一場波及英國全國的鐵路罷工事件。2022年6月21日，铁路、海事和运输工人全国联盟的成员由於不滿工资水平、鐵路公司计划裁员以及與英国政府之间的談判破裂而發動罢工。此次罷工也是英國自1989年以来英国境內最大规模的铁路工人罢工。 英國鐵路網公司以及13家英國铁路运营商的50,000名铁路工人參與了罷工。此次罷工影响了包括伦敦地铁在內的英格兰、苏格兰和威尔士80%的鐵路服务，八成列车停运。